# Hyphodontia subscopinella
Hyphodontia subscopinella är en svampart som först beskrevs av Gordon Herriot Cunningham, och fick sitt nu gällande namn av Gresl. & Rajchenb. 2000. Hyphodontia subscopinella ingår i släktet Hyphodontia och familjen Schizoporaceae.   Inga underarter finns listade i Catalogue of Life.